# Amstrad CPC
Az Amstrad CPC (teljes nevén Amstrad Colour Personal Computer) egy Zilog Z80 processzoros, 8 bites személyi számítógép. A gépet az Amstrad cég gyártotta és fejlesztette 1984-től 1992-ig. Paramétereivel a Commodore 64 vetélytársa kívánt lenni, kihasítva minél nagyobb piaci részesedést a '80-as évek első felében igen jövedelmező 8 bites számítógéppiacból.
A sorozatnak összesen hat modellje volt: az 1984-től 1990-ig gyártott CPC 464, az 1985. május-szeptember között forgalmazott, 3 collos beépített floppy drive-ot tartalmazó, de még szintén 64 KiB-os CPC 664 és az 1985-től 1990-ig gyártott, 128 KiB-os CPC 6128, valamint az 1990 szeptemberében bemutatott, továbbfejlesztett változatok, az Atari ST és Commodore Amiga gépekre emlékeztető külsejű, de adatmagnóval szerelt 464 Plus és 3 collos floppy drive-val szerelt testvére, a 6128 Plus, illetve az ezeken alapuló, de billentyűzet és meghajtó nélküli GX4000 játékkonzol.
A CPC 464 a magyar szemlélő számára külsőleg leginkább a Sinclair ZX Spectrum +2-re hasonlít (beépített magnetofonjával). E hasonlóság magyarázata, hogy az Amstrad 1986 áprilisában megvásárolta a Sinclair-cég számítógépgyártó részlegét és a ZX Spectrum +2 fejlesztésekor a CPC 464-es all-in-one koncepcióját vette alapul.

## Piaci eredmények
Az Amstrad CPC-gépcsalád Európában jelentős üzleti sikereket ért el.
Franciaországban 1985 végére 60%-os piaci részesedéssel abszolút piacvezető lett, és teljes életciklusa alatt (1990-ig) több mint 650 000 példányban kelt el.
Németországban, ahol az Amstrad Plc és a türkheimi székhelyű Schneider Rundfunkwerke AG közötti licenciaszerződés értelmében Schneider CPC néven forgalmazták, már a bemutatás évében 40 000 példányban kelt el, amivel 1984-ben a második legnagyobb példányszámban eladott számítógép volt (a Commodore 64 mögött), 1985 év végére pedig piacvezető lett. A CHIP Magazin nevű német számítástechnikai szaklap a CPC 464-est 1985-ben, a CPC 6128-ast 1986-ban Az év házi számítógépe (Heimcomputer des Jahres) címmel tüntette ki.
Spanyolországban is nagy sikert ért el a CPC-sorozat. Itt a José Luis Dominguez vezette Indescomp nevű cég, a BBC Micro számítógépek korábbi spanyolországi disztribútora forgalmazta 1985-től. A nagy francia játékfejlesztők (pl. Loriciels) alkotásai mellett sok kiváló spanyol programozó is hozzájárult a viszonylag későn bemutatott CPC-k Sinclair- és Commodore-gépekével vetekedő szoftverellátottságához.
Az Egyesült Királyságban a Sinclair ZX Spectrum döntő piaci részesedése miatt a CPC nem tudott igazán átütő sikert elérni. 1985-86 fordulóján a ZX Spectrum 40%-os, az Amstrad 20%-os piacrésszel rendelkezett.  A konkurenciaharcnak az Amstrad Plc végül úgy vetett véget, hogy 1986 áprilisában megvásárolta a Sinclair Research Ltd számítógépes üzletágát, és a továbbiakban maga fejlesztette tovább, gyártatta (a távol-keleten) és forgalmazta a Spectrum gépeket, miközben a CPC-t megpróbálta feljebb pozicionálni (a CP/M rendszernek köszönhetően ez részben sikerült is).
A CPC-k Magyarországon egyáltalán nem terjedtek el. Magánimportban néhány példány bekerült, jellemzően az NSZK-ból és Ausztriából (tehát Schneider márkanév alatt), de hazai forgalmazó hiányában a Commodore és Sinclair gépeket megközelítő népszerűségre sem tudott szert tenni.
Összességében elmondható, hogy a gépcsalád - viszonylag kései bemutatása ellenére - sikerrel szállt harcba a többi otthoni számítógéppel, főleg a játékok terén, melyekkel elég jól el volt látva. A viszonylag alacsony árú, saját monitort is tartalmazó teljes számítógéprendszer, a nagy monokróm szöveges felbontás és a grafikai lehetőségek, valamint a CP/M szoftverek futtatásának lehetősége ugyanakkor az üzleti felhasználók számára is népszerűvé tette a gépet, amihez így nagy mennyiségű felhasználói szoftver is készült.
Pályafutásának ideje alatt a CPC sorozat gépeiből kb. hárommillió darabot adtak el (ennek több mint egyötödét Franciaországban).

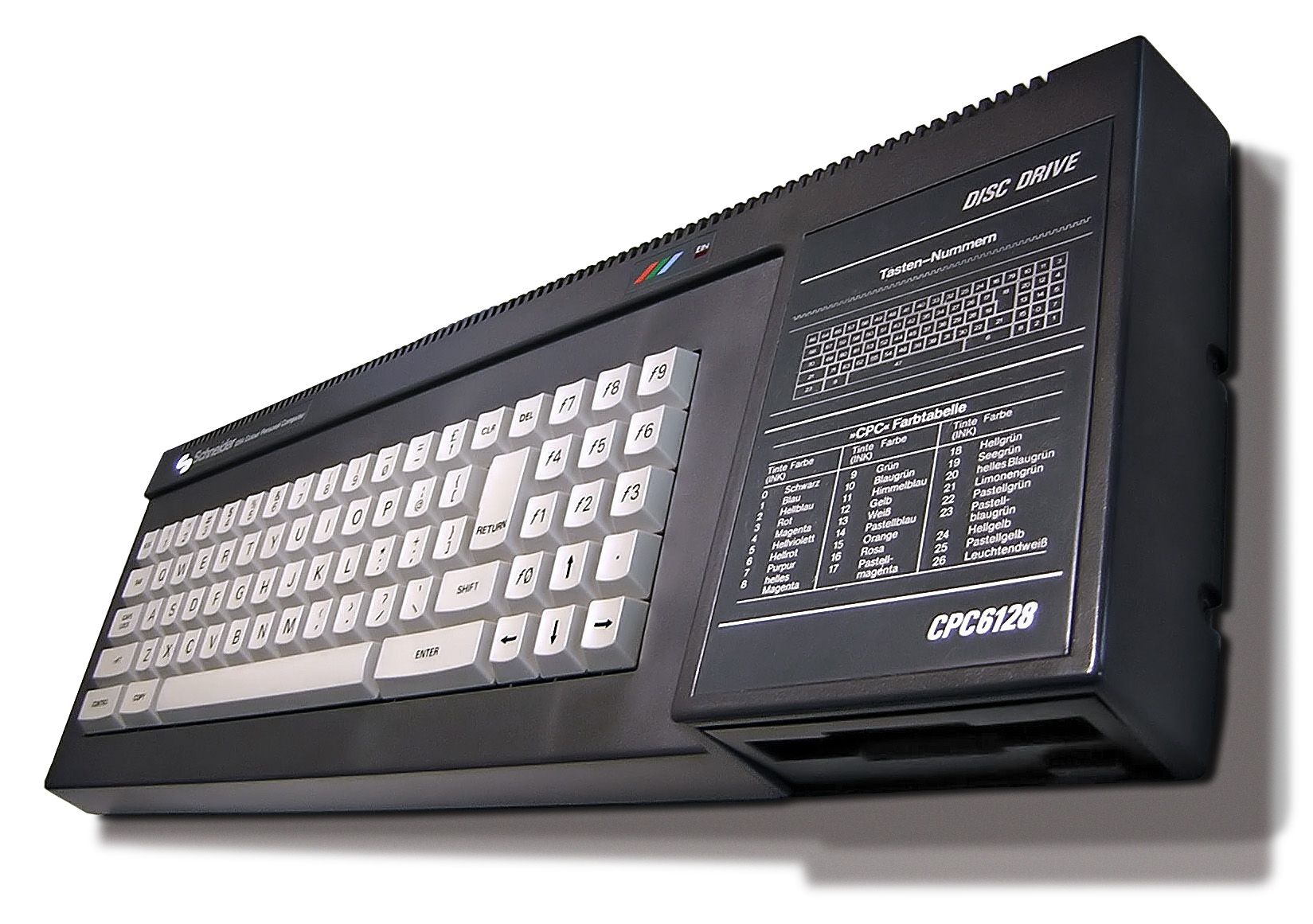
A Schneider CPC 6128 egy Schneider névvel címkézett Amstrad CPC 6128 volt, kinézetében is nagyon hasonlított az eredetihez.

## Hardveres jellemzők
A CPC modellek hardvere a (4 MHz-es órajelű) Zilog Z80A processzoron alapult, amelyhez alapkiépítésben 64 vagy 128 KiB memória járult. A gépek legfeltűnőbb jellemzője a billentyűzetbe épített számítógép kialakítás mellett a beépített háttértároló volt, amely lehetett kazettás magnetofon vagy 3 collos floppy egység. A gépeket monokróm (GT64, később GT65) vagy színes (CTM640, később CTM644) monitorral együtt árulták, amely egyben a fő számítógép tápegységéül is szolgált. A koncepcióhoz az alapötletet az adta, hogy az Amstrad az 1980-as évek elején kompakt hifi-tornyaival alapozta meg sikereit a fogyasztói piacon, és az volt az elképzelésük, hogy a teljes számítógéprendszert is csak egy kábellel kelljen az elektromos hálózathoz csatlakoztatni.
Az alapgéphez sok eredeti (Amstrad illetve Schneider) és egyéb gyártóktól (pl. DKTronics, Romantic Robot) származó hardverbővítés volt kapható. A tévémodulátorral egybeépített külső tápegység (MP1, később MP2) segítségével a monokróm monitorral vásárolt gépet otthoni színes tévéhez lehetett csatlakoztatni, s így az munkára (szövegszerkesztés, irodai alkalmazások) és játék céljára egyaránt használható volt.
Már a CPC 464-eshez megjelent az Amstrad 3 collos kompakt floppy lemezeket kezelő külső lemezmeghajtója (FD-1), amelyet egy interface (DDI-1) segítségével lehetett a géphez csatlakoztatni. A későbbi típusokba (CPC 664 és CPC 6128) ugyanezt a drive-ot építették be, de (interface nélkül) külső egységként is csatlakoztatható maradt. A 3 collos floppy lemez érdekessége, hogy ez emlékeztet leginkább a magyar Jánosi Marcell zseniális találmányára, a "kazettás flopi"-ra. Megjegyzendő ugyanakkor, hogy amikor az Amstrad ezt a szabványt választotta, annak sorsa már meg volt pecsételve, ugyanis az Apple ezzel egyidőben döntött a 3.5 collos változat mellett, amely később az Atari, Amiga és IBM PC gépekben is általánosan elterjedtté vált, miközben a kisebb kapacitású és drágább 3 collos floppy-kat már csak az Amstrad támogatta (1987-től Sinclair ZX Spectrum +3 gépükbe is ilyen meghajtót építettek).
Ezek mellett számos egyéb külső hardver, így nyomtatók és memóriabővítők is elérhetők voltak a gépcsaládhoz. A nyomtatók kapcsán megjegyzendő, hogy a német nyelvű országok piacain forgalmazott Schneider CPC 6128 már szabványos Centronics nyomtatóillesztővel rendelkezett, míg a többi CPC-hez még az alaplapból kiálló, régi fajta ("edge") csatolókhoz lehetett illeszteni a külső egységeket. (A későbbi, AZERTY billentyűs, francia piacra gyártott Amstrad CPC 6128-asok is Centronics csatolóval rendelkeztek.)
Az Amstrad és Schneider verziók egyébként teljesen csereszabatosak voltak egymással, bár az elektromágneses interferenciával kapcsolatban az NSZK-ban érvényes szigorúbb rendelkezések miatt a gépházon belül egyéb kisebb eltérések is megfigyelhetők.

## Fordítás
Ez a szócikk részben vagy egészben  az   Amstrad CPC című angol Wikipédia-szócikk fordításán alapul.  Az eredeti cikk szerkesztőit annak laptörténete sorolja fel. Ez a jelzés csupán a megfogalmazás eredetét és a szerzői jogokat jelzi, nem szolgál a cikkben szereplő információk forrásmegjelöléseként.

## Lásd még
- Amstrad PCW
- Schneider Rundfunkwerke AG
- Sinclair ZX Spectrum +2